# Manuel Nieto i Matañ
Manuel Nieto i Matañ, (Matany ?), (Reus, 17 d'octubre del 1844 - Madrid, 6 d'agost del 1915) va ser un compositor i director d'orquestra establert a Madrid.

## Biografia
Fill d'un músic militar destinat a Reus, aprengué música de son pare i també a la banda de música de Reus, on entrà als nou anys. Va viure a Còrdova, on el 1860 va estrenar la sarsuela "La Toma de Tetuán", escrita sense final, perquè la guerra d'Àfrica encara no havia acabat, a Badajoz (1861, on feia de professor de piano) i a Valladolid abans de passar a residir definitivament a Madrid el 1869. Es va dedicar de primeres a la direcció dels cors del Teatro Real i del Teatro Rossini, i també va dirigir les orquestres d'altres teatres madrilenys. Es dedicà a la composició, i va escriure obres per a piano i romances; però el gènere que més conreà va ser la sarsuela, amb més de dues-centes obres escrites, a vegades, en col·laboració amb altres músics com Joaquín Candela, Fernández Caballero, Ruperto Chapí, Gerónimo Giménez, Tomás Bretón, Pere Miquel Marquès.
Poc abans de morir publicà l'autobiografia dels seus primers trenta anys, Memorias añejas (Madrid: R.Velasco, 1915), signades Manuel Nieto y Matañ.

## Obres
- Andalucía, polo de salón (1876), per a piano
- Aragón, jota de salón (1876), per a piano
- La elegante, redova (1876), per a piano
- Serenata veneciana (1916), barcarola per a piano
- ¡Todo por la patria! himno militar español (1907), per a veu i piano

### Música per a l'escena
(selecció)
- El ángel guardián (1893), sarsuela en tres actes amb música de Nieto i Apolinar Brull Ayerra, amb llibret de Mariano Pina Domínguez
- El barbero de Sevilla (1901), coescrita amb Gerónimo Giménez, text de Guillermo Perrín i Miguel de Palacios
- Los belenes (1890)
- El caballero de los espejos (1905), en un acte, sobre text de Miguel Ramos Carrión
- Los Campos Eliseos (1906), de Nieto i José María Alvira
- Certamen nacional (1888)
- Comediantes y toreros (1899)
- Cuadros disolventes (1896)
- La estrella del arte (1888)
- El feminista (1898)
- Fuego en guerrillas, sarsuela en un acte amb llibret de Salvador María Granés i Calixto Clemente Navarro Mediano
- El gaitero (1896), en un acte, amb llibret de Guillermo Perrín i Miguel de Palacios
- Gato encerrado (1884)
- El Gorro Frigio (1888), potser l'obra seva amb més èxit
- El himno de Riego (1886)
- Madrid se divierte (1882)
- La Maja (1895), en un acte, amb llibret de Guillermo Perrín i Miguel de Palacios
- El marsellés (1875)
- La sonámbula (1872)
- Sor Angélica (1911), en un acte, amb música de Nieto i Joaquín Candela Ardid, llibret de Luis Linares Becerra i Francisco Javier Burgos Rizzoli
- La toma de Tetuán (1860), primera sarsuela
- Los trasnochadores (1887)